# 17071 Spiride
A 17071 Spiride (ideiglenes jelöléssel (17071) 1999 GK21) a Naprendszer kisbolygóövében található aszteroida. A LINEAR projekt keretében fedezték fel 1999. április 15-én.